# Garelli GSP
Il Garelli GSP 50 è uno scooter la cui produzione viene svolta in Cina dalla Guangzhou Faspider Motor Co., con assemblaggio finale effettuato in Italia, negli stabilimenti di Milano, e in seguito commercializzato dalla casa motociclistica italiana Nuova Garelli. Presentato per la prima volta al salone del ciclo e motociclo di Milano del 2008 e disponibile nei concessionari dall'anno successivo è uscito dal mercato con il fallimento della Garelli stessa nel 2012.

## Caratteristiche
Presenta particolari interessanti come il raffreddamento a liquido e i freni a disco anteriore e posteriore. Utilizza inoltre un monoammortizzatore posteriore regolabile.
Al momento della presentazione venne proposto in quattro varianti cromatiche: Arancione, Blu, Bianco e Nero. Solo successivamente è stata aggiunta la colorazione rossa.
La velocità di punta è limitata a 45 km/h come da codice della strada.